# Thera divisa
Thera divisa är en fjärilsart som beskrevs av Embrik Strand 1901. Thera divisa ingår i släktet Thera och familjen mätare. Inga underarter finns listade i Catalogue of Life.